# Bowien Galema
Bowien Galema is een personage uit de RTL 4-soap Goede tijden, slechte tijden. De rol werd gespeeld tussen september 1997 (afl. 1359) en september 2000 (afl. 1937) door Tanja Jess. Jess' contract liep eigenlijk al af in maart 2000 en toentertijd wilde ze de serie al verlaten. De schrijvers haalde Jess over om nog een halfjaar te blijven in ruil voor een leuke verhaallijn en een verhaallijn in het buitenland. Jess ging akkoord en haar laatste scène was dan ook in Finland.
Bowien komt naar Meerdijk wanneer ze zaken doet met Ludo Sanders. De twee hebben al snel een zwak voor elkaar en belanden meerdere keren met elkaar in bed. De twee krijgen geen genoeg van elkaar en als Ludo dan uiteindelijk definitief kiest voor Janine Elschot is Bowiens hart gebroken. Bowien laat zich niet zomaar aan de kant zetten en dat wil ze Ludo ook laten blijken. Bowien raakt bevriend met Dian Alberts, die op haar beurt ook genoeg heeft van Ludo. Samen zinnen ze op wraak. Bowien en Dian beginnen samen het castingbureau Hollywood en houden Ludo zo nauwlettend in de gaten. Ook halen ze met Hollywood klanten weg bij hun concurrent AA&F. De strijd loopt hoog op en Bowien & Dian wreken zich uiteindelijk door Ludo valselijk van de moord op Huib van Groeningen te beschuldigen. Huib is echter springlevend en verlaat samen met Dian Meerdijk.
Ondertussen is Bowien erachter gekomen dat Dians broer John Alberts niet is wie hij beweert dat hij is. Als Bowien hem hiermee confronteert, wordt ze door John ontvoerd en opgesloten in een container. John vertelt dan echter aan Bowien de waarheid (John heet eigenlijk Pete Jenssens en wil de familie Alberts oplichten) en martelt haar ondertussen. Wanneer Bowien wordt vrijgelaten durft ze niets meer te zeggen, maar wanneer alles uitkomt wordt Bowien gearresteerd wegens het achterhouden van informatie. Gelukkig weet Bowien de rechter ervan te overtuigen niet schuldig te zijn.
Dan begint Bowien een vriendschap met Robert Alberts. Ze kunnen het goed met elkaar vinden en belanden meerdere keren met elkaar in bed. Echter zit meer dan een seksuele relatie er niet in. Wanneer ook Laura Selmhorst, Roberts vrouw, achter de affaire komt laat ze Bowien duidelijk blijken dat Robert van haar is. Laura valt Bowien aan en ze belanden samen vechtend in de vijver van De Rozenboom. Bowien besluit dan ook een stop achter haar affaire te zetten, ze wil namelijk niet steeds een boze vrouw achter haar aan hebben.
Dan ontmoet ze Stefano Oliviero. Bowien is op slag verliefd en wanneer Stefano haar meeneemt naar zijn vaders huis schrikt ze als ze Ludo's foto in de woonkamer ziet staan. Bowien schrikt nog harder als Stefano vertelt Ludo's zoon te zijn. Wanneer Stefano en Bowien hun relatie bekendmaken, gelooft Ludo niet in Bowiens oprechtheid. Ludo denkt dat Bowien hem wil treiteren en Ludo vervloekt hun relatie. Ludo chanteert Bowien meerdere keren dat zij de relatie moet verbreken, maar Bowien laat zich niet zomaar chanteren. Op een gegeven moment heeft ook Stefano genoeg van Ludo's gedrag en besluit Bowien ten huwelijk te vragen. Wanneer Ludo hoort van Stefano's aanzoek probeert hij dit uit zijn hoofd te praten, maar Stefano heeft al een ander plan. Stefano en Bowien trouwen stiekem en gaan samen op huwelijksreis naar Finland. Als ook Ludo hier hoogte van krijgt, besluit hij het pasgetrouwde koppel achterna te vliegen. Als Stefano even broodjes aan het halen is staan Bowien en Ludo oog in oog met elkaar. Bowien ziet dat Ludo erg boos is en is zelfs voor de eerste keer in haar leven bang van Ludo. Bowien rent weg en Ludo achtervolgt haar. Bowiens pad loopt uiteindelijk dood en ze staat op een rand van de klif. Het loopt echter helemaal uit de hand wanneer Bowien Ludo uitlacht om het feit dat het ongeboren kindje van Janine misschien niet van Ludo is, maar van Stefano. Uit een reflex wil Ludo Bowien iets aandoen waardoor Bowien haar evenwicht verliest en achterover valt. Bowien weet zich nog op tijd vast te houden en smeekt Ludo om haar te helpen. Ludo weigert en laat Bowien van de klif vallen. Enkele uren later wordt Bowien dood gevonden.
Na de dood van Bowien keert Tanja Jess nog een keer terug als Yolanda Vermeulen (2001). Stefano en Janine willen Ludo een streek leveren en zijn op zoek naar een lookalike van Bowien. Stefano is er namelijk achter gekomen dat Ludo meer weet over de dood van Bowien. Het is de bedoeling van Yolanda om Ludo te laten geloven dat hij gek wordt en dat Bowien uit de dood is herrezen. Wanneer Yolanda meerdere keren Ludo zo bang maakt dat hij zelfs van het balkon valt, zit haar werk erop en vertrekt zij uit Meerdijk.